# Juan Bautista Comes
Juan Bautista Comes (ur. w Walencji 29 lutego 1568 lub 1582, zm. 5 stycznia 1643 tamże) – hiszpański kompozytor, czołowy przedstawiciel szkoły walencjańskiej.

## Życiorys
Uczeń Juana Ginésa Péreza. W latach 1594–1596 był chórzystą katedry w Walencji. Od 1605 do 1608 roku pełnił funkcję kapelmistrza katedry w Lleidzie. Po powrocie do Walencji był kapelmistrzem Real Colegio del Corpus Christi (1608–1613) oraz katedry (1613–1618). W 1618 roku powołany przez Filipa III na drugiego kapelmistrza kapeli królewskiej w Madrycie. Później powrócił do Walencji, gdzie ponownie piastował zajmowane uprzednio stanowiska w Real Colegio del Corpus Christi (1628–1632) i katedrze (1632–1638).

## Twórczość
Napisał około 200 kompozycji, w większości o charakterze religijnym: msze, psalmy, hymny, motety, magnificaty, lamentacje. Jest też autorem kilku świeckich utworów z tekstem w języku hiszpańskim. Większość kompozycji oparta jest na długonutowym cantus firmus umieszczonym w sopranie lub alcie, bądź na tematach zaczerpniętych z dzieł dawnych mistrzów (m.in. mszy Palestriny). Swoje utwory często rozpisywał na 8–12 głosów lub 2–3 chóry. Świeckie utwory z hiszpańskim tekstem mają budowę trzyczęściową (tonada, responsion i copla, czasem z poprzedzającą entradą).